# Hyperpolarisering (membran)
 Denne artikel omhandler polarisering af membranpotentialet. For polarisering af et atomkerner, se Hyperpolarisering (spin).
En hyperpolarisering er en ændring i en celles membranpotential, der gør det mere negativt. En hyperpolarisering er det modsatte af en depolarisering. Hyperpolarisering forhindrer aktionspotentialer, idet der behøves en stærkere stimulus for at løfte membranpotentialet til tærskelværdien for aktionspotentialer.
Hyperpolarisering skyldes ofte efflux (udstrømning) af K+ (en kation) gennem kaliumkanaler eller influx (indstrømning) af Cl- (en anion) gennem chloridkanaler. Derimod forhindrer influx af kationer, f.eks. Na+ gennem natriumkanaler eller Ca2+ gennem calciumkanaler, hyperpolarisering. Hvis der strømmer Na+ eller Ca2+ ind i den hvilende celle, vil blokering af disse strømme resultere i hyperpolarisering.
Elektrofysiologer kan måle hyperpolariseringer ved hjælp af strøm- eller spændingselektroder.
Neuroner undergår hyperpolarisering umiddelbart efter dannelsen af et aktionspotential. Så længe neuronet er hyperpolariseret, kan den ikke exciteres på ny (danne nye aktionspotentialer); perioden, hvori den ikke kan exciteres, kaldes den absolutte refraktærperiode og varer omtrent to millisekunder. Natrium-kalium-pumpen udveksler K+ og Na+, indtil neuronets membranpotential atter er steget til hvileniveauet på omkring -70 millivolt, hvor neuronet kan exciteres igen.